# 둥먼역 (타이베이시)
둥먼역(중국어 정체자: 東門站, 한어 병음: Dōngmén Zhàn, 타이뤄: Tang-mn̂g Tsām, 하카어 백화자: Tûng-mùn Cham, 한자음: 동문참)은 중화민국 타이베이 다안구와 중정구의 신이로 2단(信義路二段)과 진산 남로(金山南路), 융캉가(永康街) 사이에 위치한 타이베이 첩운 신좡선 역이다. 2013년 11월 24일에 개장한 홍선과 신좡선간의 환승역이다. 이 역은 2012년 9월 30일 신좡선의 중샤오신성 ~ 구팅 구간의 개통과 함께 개장하였다.

## 개요
이 역은 신이선과 신좡선의 섬식 승강장을 갖춘 4층 지하철역이다. 선로가 방향별로 입체 교차하는 구조이기 때문에, 두 노선간의 평면 환승이 가능하다.  신이 선 역은 길이 217 m, 너비 24.7 m이다. 그리고 8개의 출구, 1개의 엘리베이터 및 2개의 통기 수직관이 있다.

## 건설
역의 주 지하연속벽은 1.5 m 두께이고 72 m 깊이이므로, 모든 타이베이 첩운 역중 가장 깊다. 이 부분의 건설은 2004년 3월에 시작되어 2007년 4월 26일에 완공되었다. 2010년 7월 15일 진산 남로와 신이로 교차로가 건설전의 상태로 복구될 것이라고 발표되었다.

### 5개 터널
역은 신이선과 신좡선의 교류 역이기 때문에, 인근 항저우 남로(杭州南路) 아래에 2개의 신이선 터널, 2개의 신좡선 터널 및 공용 통로로, 총 5개의 터널이 뒤틀린 형태로 교차한다. 이 터널은 기존 건물 아래에 쌓여 교차되어 항저우 남로 2단(杭州南路二段)를 따라간다. 5개의 터널 건설은 2005년 9월 15일에 시작되었으며, 홍선 건설과 함께 시작되어, 2009년 1월 17일 완공되었다. 지하철 터널 중 가장 얕은 것은 13.4 m 깊이의 신좡선 터널이며, 가장 깊은 곳은 25.3 m 깊이의 신이선 남쪽 터널이다. 공용 통로는 5개 중 가장 얕아, 지하 공간은 7-8 m이다.

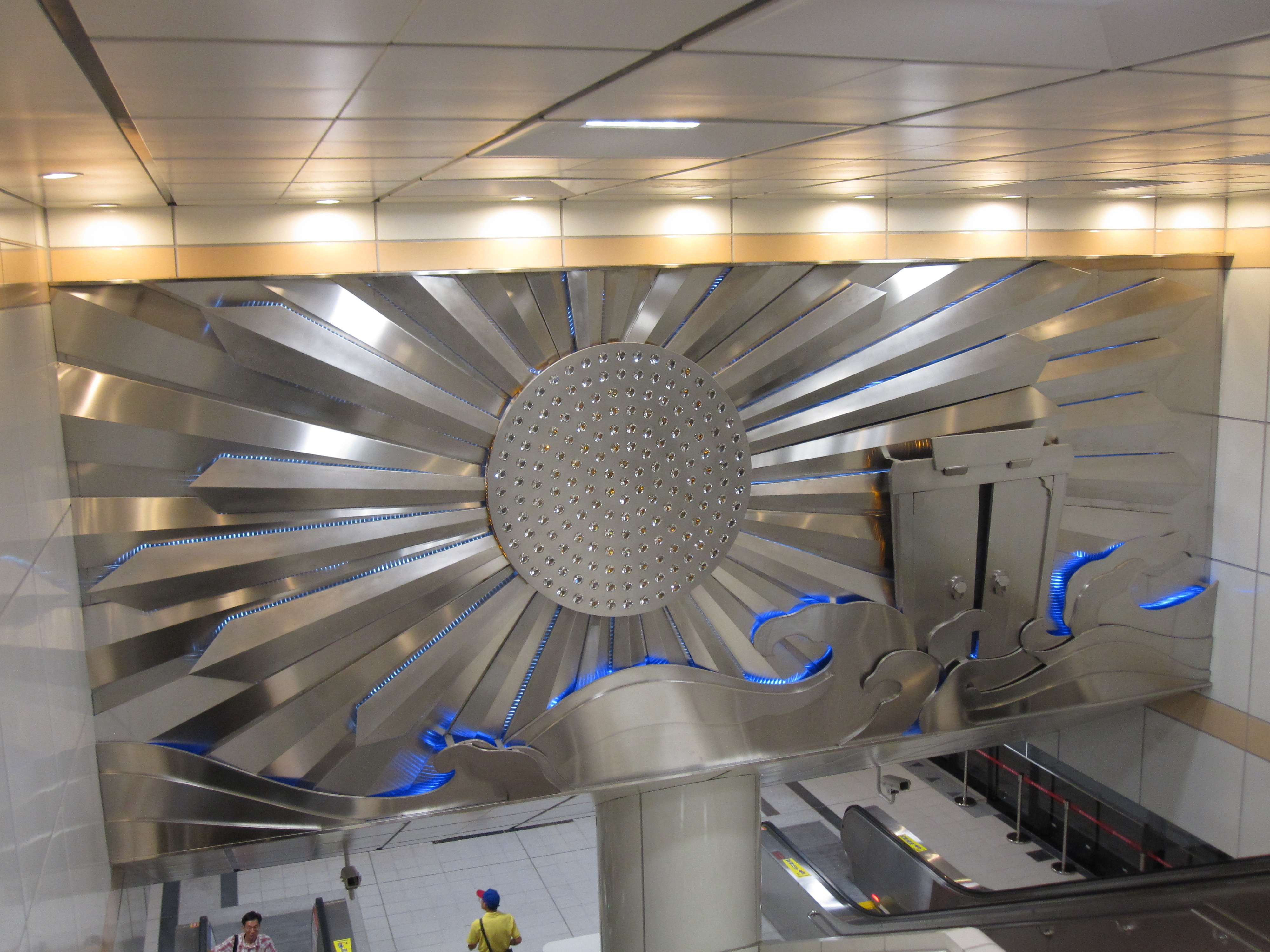
공공미술

## 역 구조
| L1 | 지면                              | 출구                                                   |
| B1 | 대합실                            | 화장실, 편도 승차권 발매기, 안내 데스크                |
| B1 | 대합실                            |                                                        |
| B2 | 1번 승강장                        | → 중허신루선 루저우 / 후이룽 방면 (O07 중샤오신성) →   |
| B2 | 섬식 승강장, 오른쪽 출입문이 열림 |                                                        |
| B2 | 2번 승강장                        | ← 단수이신이선 단수이 / 베이터우 방면 (R08 중정기념당) |
| B4 | 3번 승강장                        | ← 중허신루선 난스자오 방면(O05 구팅)                   |
| B4 | 섬식 승강장, 왼쪽 출입문이 열림   |                                                        |
| B4 | 4번 승강장                        | → 단수이신이선 샹산 / 다안 방면(R06 다안삼림공원) →    |

참고: 3번, 4번 승강장은 저상층에 위치한다.
| 타이베이 첩운 단수이신이선      | 타이베이 첩운 단수이신이선 | 타이베이 첩운 단수이신이선  |
| ------------------------------- | -------------------------- | --------------------------- |
| 중정기념당 단수이/베이터우 방면 | 단수이신이선               | 다안삼림공원 샹산/다안 방면 |
| 타이베이 첩운 중허신루선        |                            |                             |
| 중샤오신성 후이룽/루저우 방면   | 중허신루선                 | 구팅 난스자오 방면          |